# Lagerstroemia glabra
Lagerstroemia glabra là một loài thực vật có hoa trong họ Lythraceae. Loài này được (Koehne) Koehne mô tả khoa học đầu tiên năm 1907.